# Aleksandr Pàvlovitx Txekalin
Aleksandr (Xura) Pàvlovitx Txekalin (rus: Алекса́ндр Па́влович Чека́лин; 25 de març de 1925 – 6 de novembre de 1941) va ser un partisà adolescent soviètic. Txekalin va ser capturat, torturat i penjat pels alemanys per activitats partisanes a l'óblast de Tula, prop de Moscou, durant la Gran Guerra Patriòtica. Va rebre el títol d'Heroi de la Unió Soviètica a títol pòstum.

## Biografia
Amb només setze anys, Txekalin s'uní a les activitats de resistència clandestina a la regió de Tuka, prop de Moscou.
A inicis de novembre de 1941 participà en una emboscada de vehicles alemanys, destruint un vehicle amb una granada de mà. Després de caure malalt, Txekalin va ser bedridden, i els alemanys van ser informats de la seva situació. Quan els alemanys s'apropaven per detenir-lo, els llançà una bomba de mà, però no explotà. Va ser brutalment torturat, sent penjat el 6 de novembre de 1941. el seu cos va ser deixat penjant de la forca durant 20 dies, sent baixat només després que la zona hagués estat reconquerida per l'Exèrcit Roig.
El 4 de febrer de 1942 va ser nomenat Heroi de la Unió Soviètica a títol pòstum. A més, el 1944 es batejà en honor seu la ciutat de Txekalin.